# Reserva Natural Laguna de Nejapa
Reserva Natural Laguna de Nejapa är ett 2.2 km2 stort naturreservat runt kratersjön Laguna de Nejapa i Managua, Nicaragua. Sjöns storlek är 0.19 km2. I naturreservatet ligger det en rysk satellitstation.